# Lecteur vidéo (logiciel)
 (février 2013).
Le contenu est difficilement compréhensible vu les erreurs de traduction, qui sont peut-être dues à l'utilisation d'un logiciel de traduction automatique.
Un logiciel lecteur vidéo ou visionneuse vidéo, est un programme capable de lire des données vidéo numériques sur différents médias comme un disque optique (par exemple DVD, VCD) ou un fichier dans un format adapté à ce type de données, comme MPEG, AVI, RealVideo,  QuickTime et bien d'autres encore.
En plus des fonctions courantes proches de celles d'un magnétoscope, la lecture, la pause, l'arrêt, l'avance rapide et le rembobinage, on trouve des fonctions supplémentaires comme l'agrandissement ou l'affichage en plein écran la sélection des canaux audio, la sélection des sous-titres et la capture d'écran.
Un grand nombre de lecteurs vidéo permettent aussi bien la lecture de simples flux audios numériques que la lecture des vidéos 3D.

## Lecteurs vidéo 3D
Les lecteurs vidéo 3D permettent de lire des vidéos 2D au format 3D.
Un affichage de vidéos tridimensionnelles de bonne qualité exige que chaque images de la vidéo contienne des informations concernant la profondeur des objets de la scène présentée. Ce processus rend le tournage de la vidéo plus compliqué, car il nécessite l'utilisation d'un équipement spécial permettant de filmer deux perspectives distinctes, ou de modéliser chaque image comme une collection d'objets composés de points et de textures 3D pour créer des effets spéciaux, comme dans un jeu vidéo moderne. Fastidieuse et coûteuse, cette méthode n'est utilisée que dans une petite fraction des films produits dans le monde entier, tandis que la plupart des films sont toujours traditionnellement en 2D.
Cependant, il est possible de donner à une image bidimensionnelle l'apparence de profondeur avec une approche beaucoup plus simple. En utilisant la technique de transformation anaglyphe, l'image plate peut être transformée de façon à donner une illusion de profondeur. En regardant avec les lunettes anaglyphes (rouge/cyan), l'image peut être vue avec des objets en saillie et d'autres en arrière-plan, au détriment de couleurs faussées. Cette méthode n'est pas nouvelle (elle remonte au XIXe siècle), mais c'est seulement avec les nouvelles technologies informatiques qu'il devient possible d'appliquer rapidement, voire en temps réel, ce type de transformation sur une série d'images dans le film. Il existe plusieurs mises en œuvre de lecteurs vidéo 3D, qui permettent de regarder une vidéo 2D plate en anaglyphe 3D, ainsi que des convertisseurs Vidéo 3D,, qui transforment la vidéo en anaglyphe stéréoscopique et la transcodent afin de pouvoir la lire convertie avec un autre logiciel ou sur n'importe quel autre lecteur vidéo.